# I Will Repay (film 1917)
I Will Repay è un film muto del 1917 diretto da William P.S. Earle. La sceneggiatura si basa sul racconto A Municipal Report di O. Henry pubblicato nel novembre 1909 sull'Hampton's Magazine.

## Produzione
Il film fu prodotto dalla Vitagraph Company of America.

## Distribuzione
Distribuito dalla Greater Vitagraph (V-L-S-E), il film uscì nelle sale cinematografiche statunitensi il 12 novembre 1917.
Non si conoscono copie ancora esistenti della pellicola che viene considerata presumibilmente perduta.